# 2016 au Canada
2013 au Canada - 2014 au Canada - 2015 au Canada - 2016 au Canada - 2017 au Canada
2013 au Nouveau-Brunswick - 2014 au Nouveau-Brunswick - 2015 au Nouveau-Brunswick - 2016 au Nouveau-Brunswick - 2017 au Nouveau-Brunswick
2013 au Québec - 2014 au Québec - 2015 au Québec - 2016 au Québec - 2017 au Québec
2013 par pays en Amérique - 2014 par pays en Amérique - 2015 par pays en Amérique - 2016 par pays en Amérique - 2017 par pays en Amérique
Pour un article plus général, voir Chronologie du Canada.
Cet article traite des événements qui se sont produits durant l'année 2016 au Canada.

## Gouvernements
Exécutif:
- Monarque - Élisabeth II
- Gouverneur général - David Johnston
- Commissaire du Nunavut - Nellie Kusugak
- Commissaire des Territoires du Nord-Ouest - George Tuccaro
- Commissaire du Yukon - Doug Phillips
- Lieutenant-gouverneur de l'Alberta - Lois Mitchell (en)
- Lieutenant-gouverneur de la Colombie-Britannique - Judith Guichon
- Lieutenant-gouverneur de l'Ontario - Elizabeth Dowdeswell
- Lieutenant-gouverneur de l'Île-du-Prince-Édouard - Frank Lewis
- Lieutenant-gouverneur du Manitoba - Janice Filmon
- Lieutenant-gouverneur du Nouveau-Brunswick - Graydon Nicholas
- Lieutenant-gouverneur de la Nouvelle-Écosse - John James Grant
- Lieutenant-gouverneur du Québec - Michel Doyon
- Lieutenant-gouverneur de la Saskatchewan - Vaughn Solomon Schofield
- Lieutenant-gouverneur de Terre-Neuve-et-Labrador - Frank Fagan

Législatif:
- Premier ministre du Canada - Justin Trudeau
- Premier ministre de l'Alberta - Rachel Notley
- Premier ministre de la Colombie-Britannique - Christy Clark
- Premier ministre du Manitoba - Greg Selinger
- Premier ministre du Nouveau-Brunswick - Brian Gallant
- Premier ministre de Terre-Neuve-et-Labrador - Dwight Ball
- Premier ministre de la Nouvelle-Écosse - Stephen McNeil
- Premier ministre de l'Ontario - Kathleen Wynne
- Premier ministre de l'Île-du-Prince-Édouard - Wade MacLauchlan
- Premier ministre du Québec - Philippe Couillard
- Premier ministre de la Saskatchewan - Brad Wall
- Premier ministre des Territoires du Nord-Ouest - Bob McLeod
- Premier ministre du Nunavut - Peter Taptuna
- Premier ministre du Yukon - Darrell Pasloski

## Évènements

### Janvier 2016
- 8 au 15 janvier : Championnat du monde féminin moins de 18 ans de hockey sur glace au Meridian Centre à Saint Catharines
- Dimanche 17 janvier : Le gouvernement de Justin Trudeau annonce la nomination de David MacNaughton comme ambassadeur du Canada aux États-Unis et Marc-André Blanchard en tant que Représentant permanent du Canada auprès des Nations unies.
- Vendredi 22 janvier : fusillade du La Loche Community School à La Loche (Saskatchewan).

### Février 2016
- Dimanche 14 février,  Ontario : Le NBA All-Star Game 2016 se déroule au Air Canada Centre à Toronto.

### Mars 2016
- 28 mars (jusqu'au 4 avril) : Championnat du monde féminin de hockey sur glace à Kamloops en Colombie-Britannique.

### Avril 2016
- 4 avril : 28e élection générale saskatchewanaise.
- 10 avril : 52 % des délégués au congrès du NPD ont voté en faveur d'une révision du mouvement de la direction de tenir une nouvelle course à la direction dans 24 mois[1]. Le chef du Parti Thomas Mulcair annonce qu'il restera aussi chef du parti jusqu'à ce que son successeur soit choisi[2].
- 19 avril : élections générales manitobaines.

### Mai 2016
- 3 mai : Un immense incendie de forêt force l'évacution de près de 80 000 habitants près de Fort McMurray, en Alberta.
- 10 mai : Recensement du Canada de 2016 par Statistique Canada.

### Juin 2016
- 1er au 5 juin : Coupe des nations de saut d'obstacles à Langley

### Juillet 2016
- 21 au 24 juillet : Coupe du monde de roller derby masculin à Calgary en Alberta

### Août 2016
- 10 août, la GRC réussit déjouer de justesse un attentat-suicide en Ontario.
- Manac Inc célèbre 50 ans.

### Septembre 2016
- 17 septembre (jusqu'au 1er octobre) : Coupe du monde de hockey sur glace 2016 au Centre Air Canada à Toronto.

### Octobre 2016
- 23 octobre : Classique héritage de la LNH au Investors Group Field à Winnipeg

### Novembre 2016
- 30 novembre : CBC/Radio-Canada envisage la fin de la publicité sur toutes ses plateformes contre une hausse de son budget annuel de 318 millions de dollars[3].

### Décembre 2016
- 26 décembre (jusqu'au 5 janvier 2017) : Championnat du monde junior de hockey sur glace 2017 à Montréal et Toronto.

### À Surveiller
- Coupe du monde de marathon FINA de nage en eau libre aux lacs Saint-Jean et Mégantic
- Défi mondial junior A à Bonnyville

## Décès en 2016
- Mardi 12 janvier : William Needles (en), 97 ans, acteur (° 2 janvier 1919).